# 韦红梅
韦红梅（1970年10月—），广西永福人，壮族，中国国民党革命委员会党员。中华人民共和国政治人物、第十三届全国人民代表大会广西壮族自治区代表。

## 生平
2018年，韦红梅被选为广西壮族自治区出席第十三届全国人民代表大会代表。